# Култура на Германия
Културата на Германия се е формирала под влиянието на основните интелектуални и популярни течения в Европа, както религиозни, така и светски. Германия често е наричана Das Land der Dichter und Denker (Земята на поетите и мислителите). Културата на Германия започва далеч преди въздигането на Германия като страна и на немците като нация, разгръщайки се и обхващайки целия немскоговорещ свят.

## Философия
Влиянието на Германия върху философията е исторически важно. Няколко бележити немски философи са спомогнали за оформянето на западната философия още от Средновековието (Албертус Магнус). По-късно Готфрид Лайбниц (XVII век) и най-вече Имануел Кант играят централна роля в историята на философията. Кантианството вдъхновява творбите на Артур Шопенхауер както и немски идеализъм, защитен от Йохан Готлиб Фихте и Георг Вилхелм Фридрих Хегел. Карл Маркс и Фридрих Енгелс развиват комунистическата теория във втората част от XX век, докато Фридрих Ницше, Мартин Хайдегер и Ханс-Георг Гадамер са последователи на традиционната немска философия през XX век. Няколко немски интелектуалци също влияят върху социологията. Сред тях най-известни са Юрген Хабермас, Макс Хоркхаймер, Теодор Адорно (три централни фигури от Франкфуртската школа) Фердинад Тьонис, Георг Зимел, Макс Вебер и Никлас Луман.
Университетът в Берлин, открит през 1810 г. от лингвиста и философ Вилхелм фон Хумболд, служи като модел за много съвременни западни университети.

## Музика
В областта на музиката Германия има голям брой световноизвестни класически композитори. Най-известните от тях са Йохан Себастиан Бах и Лудвиг ван Бетховен, които бележат прехода между класицизъм и романтизъм в Западната класическа музика. Други композитори, донесли световна слава на своята родина, са: Георг Фридрих Хендел, Георг Филип Телеман, Феликс Менделсон, Йоханес Брамс, Роберт Шуман, Рихард Вагнер, Рихард Щраус, Карл Орф и др.
Германия е най-големият музикален пазар в Европа и третият в света. Тя оказва силно влияние върху рок и хеви метъл музиката. Музиканти като Хеберт Грьонемайер, Скорпиънс, Рамщайн, Нена, Дитер Болен, Токио Хотел и Модърн Токинг се радват на международна слава. Немски музиканти и най-вече пионерските групи като Tangarine Dream и Крафтверк допринасят към развитието на електронната музика.
Германия ежегодно е домакин на множество големи рок музикални фестивали. Фестивалът Рок ам Ринг е най-големият музикален фестивал в Германия и сред най-големите в света. Голям процент от световните изпълнители в стил индъстриъл също са немци.

## Кино
Немското кино датира от ранните години на XX век с творбите на Макс Складановски. То е изключително влиятелно през годините на Ваймарската република с немските импресионисти като Робърт Вийне и Фридрих Мурнау. По времето Нацистка Германия се създават основно пропагандни филми, въпреки че тогава се появяват и гениалните филми на Лени Рийфенщал. През 60-те години на XX век в Новото немско кино работят режисьори като Фолкер Шльондорф, Вернер Херцог, Вим Вендерс, Райнер Вернер, които поставят западногерманското кино отново на международна сцена с техните често провокативни филми, докато DEFA (Deutsche Film-Aktiengesellschaft) контролира филмовата индустрия в ГДР. Филми като Подводницата (1981), Бягай, Лола (1998), Експериментът (2001), Сбогом, Ленин! (2003), Gegen die Wand („С глава срещу стената“, 2004) и Крахът на Третия райх (2004) се радват на международен успех. През 1979 г. „Оскар“ за най-добър международен филм отива при немската продукция Die Blechtrommel („Тенекиеният барабан“), през 2002 г. – при Nirgendwo in Afrika („Никъде в Африка“) и през 2007 г. – при филма на Донерсмарк Животът на другите.
Берлинският филмов фестивал, провеждащ се ежегодно след 1951 г., е един от най-ранните филмови фестивали в света.

## Религия
59,4% от германското население принадлежи към християнските вероизповедания: 30% са католици, а 29% са протестанти.